# Tavo Álvarez
Pour les articles homonymes, voir Álvarez.
César Octavio Álvarez, dit Tavo Álvarez (né le 25 novembre 1971 à Ciudad Obregón, Sonora, Mexique), est un ancien lanceur droitier des Ligues majeures de baseball.

## Carrière
Tavo Álvarez est un choix de 2e ronde des Expos de Montréal en 1990. 
Il lance à Montréal en 1995 et 1996, effectuant 13 départs et 6 présences en relève. Son dossier est de 3 victoires et 6 défaites en 19 apparitions et 58 manches et un tiers lancées.